# حمار الزرد الصومالي
حمار الزَّرَد الصومالي أو حمار الزرد الغريفي (باللاتينية: Equus grevyi) هو أكبر أنواع حُمر الزرد وأضيقها خطوطًا. موطنه الصومال وبلاد شوَّا. طوله نحو مترين وارتفاعه 125 سم. ثوبه إلى البياض الأربد يعلوه تأذير جؤوي اللون أسود المواج.